# Batalla del Aeropuerto Antonov
La batalla del Aeropuerto Antonov fue un enfrentamiento militar que se desarrolló en el aeropuerto homónimo, en las cercanías de Kiev, capital de Ucrania, entre las Fuerzas Armadas de Rusia y las Fuerzas Armadas de Ucrania, que comenzó el 24 de febrero de 2022 durante la invasión de Ucrania. El resultado fue la victoria del Ejército ruso, que si bien fue inicialmente repelido por las fuerzas ucranianas que defendían el aeródromo, logró hacerse con él tras un contraataque al día siguiente. Según el Ministerio de Defensa ruso, el Ejército ucraniano sufrió unas 200 bajas sin que se produjera baja alguna en el bando ruso, lo que se contradice con los relatos de los combatientes ucranianos.

## Batalla

### Primer asalto
Más de 30 helicópteros rusos desembarcaron tropas aerotransportadas rusas para asegurar el aeropuerto Antonov en Hostomel, una ciudad del área metropolitana de Kiev, en un intento de crear un puente aéreo en el que las tropas y el equipo pudieran llegar a menos de 10 kilómetros de la capital ucraniana. Las fuerzas rusas capturaron inicialmente el aeropuerto después de 3 horas de combates, pero se produjo una contraofensiva ucraniana, en la que las tropas aerotransportadas rusas fueron rodeadas en el aeropuerto y, según los partes ucranianos, «destruidas».

### Segundo asalto
El 25 de febrero de 2022, las fuerzas terrestres rusas que avanzaban desde Bielorrusia tomaron el control del aeropuerto después de romper las defensas ucranianas en la batalla de Ivankiv. Según el Ministerio de Defensa ruso, la captura se produjo tras una operación en la que participaron unos 200 helicópteros y en la que murieron 200 soldados ucranianos, mientras que el ejército ruso no sufriera bajas.

### Estado del AN-225

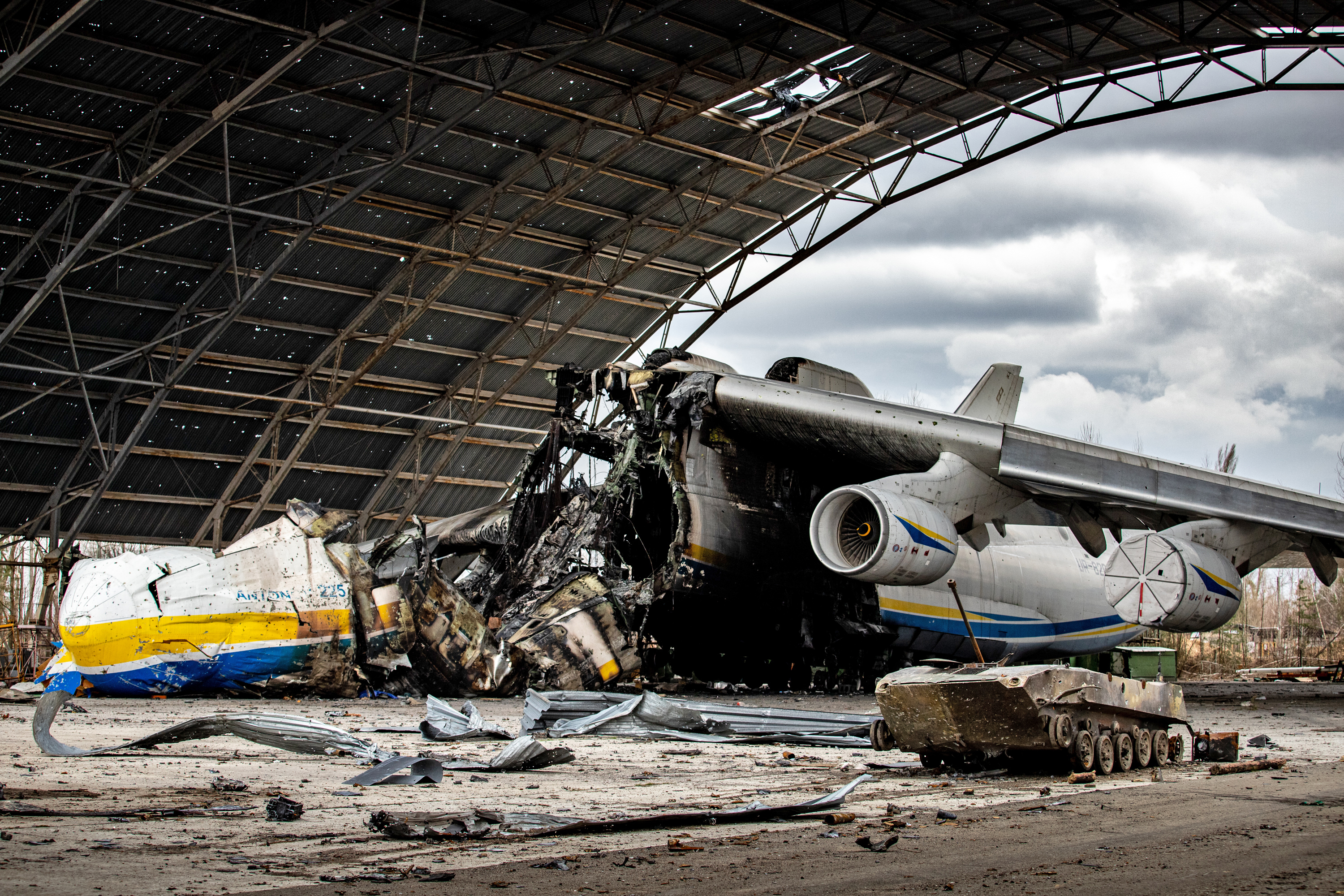
Antonov An-225

En los primeros días desde el comienzo de la batalla, se desconoció el estado del AN-225, el avión más grande del mundo, que tiene su base en el aeropuerto, con informes mixtos sobre su destino. Aunque posteriormente se afirmó que la aeronave estaba intacta, más tarde las autoridades aeroportuarias, la empresa pública Ukroboronprom y el presidente de Ucrania, Volodímir Zelenski, confirmaron su destrucción.